# 虎紋對蝦
虎纹对虾（学名：Penaeus esculentus），又名虎蝦、黑虎蝦或褐虎对虾，是对虾属下的一种虾，原产于并大规模养殖于澳大利亚附近海域。

## 形态
幼年个体生活在海草从中，在头胸甲长度达到32（1.3英寸）左右时性成熟。成年个体长度可达155（6.1英寸），与斑節虾十分相似，颜色也要更加发褐一些。它们一般生活在水下200（660英尺）以上。

## 分布
虎纹对虾原产于澳大利亚东部和西部附近的温暖海域，东西两岸的虎纹对虾在形态上没有太大的差异。

## 养殖业
虎纹对虾的年产量可达500公噸（490長噸；550短噸），可与草虾杂交，而本身的价格比生长更为迅速的草虾要高。